# The Odd Couple (film)
The Odd Couple Is een film uit 1968 van regisseur Gene Saks met in de hoofdrollen Jack Lemmon en Walter Matthau. De film is gebaseerd op het gelijknamige toneelstuk van Neil Simon uit 1965. Simon schreef ook het scenario van de film.
De film was een groot succes in de bioscopen en kreeg verschillende nominaties voor een Golden Globe en een Oscar in verschillende categorieën.

## Verhaal
Felix Ungar is zo geschokt als zijn vrouw een echtscheiding aanvraagt dat hij zelfmoord wil plegen. Als hij in een goedkoop hotel het raam wil openen om er uit te springen verrekt hij zijn rug. Inmiddels zijn de vrienden van Felix, Oscar, Speed, Roy, Vinnie en Murray, al in rep en roer na een telefoontje van de vrouw van Felix en bang dat hun vriend zelfmoord gaat plegen. Als Felix eindelijk het appartement bereikt proberen zijn vrienden hem te troosten als hij in tranen uitbarst. Uiteindelijk vraagt Oscar aan Felix om tijdelijk bij hem in te trekken. Oscar is zeven maanden geleden gescheiden van zijn vrouw Blanche en leeft naar eigen zeggen alleen in een veel te groot appartement. Felix gaat op het voorstel in en vraagt Oscar om hem te waarschuwen als hij op zijn zenuwen gaat werken.
Binnen een dag is Oscar al knettergek van Felix. De twee mannen passen absoluut niet bij elkaar. Oscar is een enorme sloddervos, die nooit opruimt, het eten laat bederven en eruitziet als een zwerver. Felix is pijnlijk netjes, en obsessief wat betreft zijn gezondheid. Binnen een week heeft Oscar het gevoel dat Blanche weer bij hem is ingetrokken. Felix ruimt alles achter hem op, noemt hem een sloddervos omdat hij zijn voeten niet veegt en onderbreekt een belangrijke honkbalwedstrijd om te vragen wat hij 's avonds wil eten. Als ze een keer uitgaan om te gaan bowlen en een biertje te drinken, zit Felix zijn sinusholtes leeg te blazen met aanstootgevende geluiden.
Wanhopig probeert Oscar om Felix te laten berusten in het feit dat zijn huwelijk voorbij is. Hij maakt zelfs een afspraak met de Britse zusjes Pidgeon, Cecily en Gwendolyn. Het wordt echter een fiasco want Felix weet de zusjes zo depressief te maken met zijn verhalen over zijn verloren huwelijk, dat het afspraakje mislukt. Oscar is woedend en er ontstaat nu een stille oorlog tussen de twee. Uiteindelijk komt het tot een explosie waarbij Oscar het eten door de keuken gooit en hij Felix de deur uitgooit. Na een tijdje krijgt Oscar spijt en samen met zijn vrienden gaan ze op zoek naar de inmiddels onvindbare Felix. Uiteindelijk blijkt dat Felix is ingetrokken bij de zusjes Pidgeon. Oscar en Felix verontschuldigen zich tegen elkaar, sluiten weer vriendschap en besluiten nooit meer samen te gaan wonen.

## Rolverdeling
| Acteur         | Personage        |
| -------------- | ---------------- |
| Jack Lemmon    | Felix Ungar      |
| Walter Matthau | Oscar Madison    |
| John Fiedler   | Vinnie           |
| Herb Edelman   | Murray           |
| David Sheiner  | Roy              |
| Larry Haines   | Speed            |
| Monica Evans   | Cecily Pigeon    |
| Carole Shelley | Gwendolyn Pigeon |

## Scenario
Even was Billy Wilder in beeld om de regie te voeren en het scenario te schrijven. Wilder had eerder succesvol gewerkt met Lemmon en Matthau en het leek logisch dat hij de regie zou doen. Maar Wilder zag van het avontuur af en Neil Simon, die al was aangezocht om zijn toneelstuk tot scenario te bewerken, haalde komedieregisseur Gene Saks erbij.
The Odd Couple was in 1965 op Broadway in première gegaan en was een hit geweest in de theaters. Het toneelstuk speelde zich geheel af in het appartement van Oscar, maar voor de film voegde Simon een aantal scènes toe, zoals de zelfmoordpoging van Felix in het hotel, de scènes in het honkbalstadion en de verschillende buitenscènes. 
De inspiratie voor toneelstuk en scenario kreeg Simon volgens de verhalen van zijn broer Danny Simon die na zijn scheiding een tijdje in een appartement met de eveneens gescheiden theateragent Roy Gerber. Andere bronnen claimen dat Simon zich baseerde op regisseur/acteur Mel Brooks die na de scheiding van zijn eerste vrouw drie maanden samenwoonde met schrijver Speed Vogel. Vogel zei tegen de biograaf van Brooks, James Parish, dat Brooks leed aan slapeloosheid, paranoia en voortdurend in de weer was met zijn bloedsuikergehalte.
In ieder geval was het Danny Simon die het idee van twee mannen die samenleven in een appartement probeerde uit te werken in een toneelstuk. Het lukte hem echter niet en hij deed het idee over aan zijn broer. Neil Simon sleutelde eraan en introduceerde ook de zusjes Pidgeon. De namen Cecily en Gwendolyn nam hij over uit het toneelstuk The Importance of Being Earnest van Oscar Wilde.

## Acteurs
Walter Matthau had de rol van Oscar al in het theater gespeeld naast Art Carney als Felix. Matthau benaderde Neil Simon en stelde voor dat hij in de film de rol van Felix zou spelen. De reden hiervoor was dat Matthau vond dat de rol van Oscar wel erg dichtbij zijn eigen karakter lag en hij het een uitdaging vond om Felix te spelen. Simon hoefde niet lang na te denken en zei het volgende: "Walter, ga weg en ga de acteur uithangen in het toneelstuk van iemand anders en speel alsjeblieft Oscar in mijn stuk".
Art Carney was aanvankelijk de keuze voor de rol van Felix, maar hij weigerde de rol. Jack Lemmon werd door de studio gezien als de logische keuze en eigenlijk was men ook overtuigd dat Lemmon meer bezoekers zou trekken.

## Opnames
Hoewel de film net als het toneelstuk zich grotendeels afspeelt in het appartement van Oscar, kon de scenarist een aantal buitenscènes toevoegen. De scènes die zich afspelen tijdens de honkbalwedstrijd werden opgenomen in het beroemde Shea Stadium. Er werd gefilmd voor de wedstrijd van de New York Mets tegen de Pittburgh Pirates op 27 juni 1967. In de film zit een scène waarin Oscar een Triple Play mist, omdat Felix hem belt tijdens de wedstrijd. Een Triple Play is een zelden voorkomende spelsituatie bij honkbal, waarbij drie keer 'uit' wordt gegeven in hetzelfde spel. Speler Roberto Clemente was gevraagd om de Triple Play te slaan. Het lukte Clemente niet en uiteindelijk werd hij vervangen door Bill Mazeroski.
Een andere scène waarin Felix boodschappen doet, werd opgenomen in een supermarkt van Bohack in Queens, een stadsdeel van New York. Bohack was alom vertegenwoordigd in New York tussen 1950 en 1970. Het laatste filiaal sloot in 1977.

## Prijzen en ontvangst
De film was een groot succes in de bioscopen in 1968. Neil Simon ontving een nominatie voor een Oscar voor zijn scenario. Ook waren er nominaties voor een Golden Globe in de categorie Beste film en voor Beste acteur (Jack Lemmon en Walter Matthau).

## Vervolg
In 1970 kwam er een televisieserie onder de titel The Odd Couple en dertig jaar later kwam er vervolg onder de titel The Odd Couple II.

## Trivia
Neil Simon en Carole Shelley stierven vlak na elkaar in augustus 2018.